# Nicolas von Martinoff
Nicolas von Martinoff, (rysk namnform: Николай Саввич Мартынов, Nikolaj Savvitj Martynov), född 7 april (g.s. 26 mars) 1813 i St Petersburg, död den 4 (g.s. 21 mars) 1864 i St Petersburg. Militär, pianist och musiklärare. Hans militära karriär avslutade han som överste i kavalleriet. Han var en framstående amatörmusiker, med ett högt anseende bland professionella musiker. Han framträdde ofta i de aristokratiska salongerna tillsammans med professionella musiker som Anton Rubinstein. Han var en av initiativtagarna vid grundandet av det Ryska Kejserliga Musiksällskapet år 1859, där han också blev hedersledamot. Han var också en framstående pedagog, till hans elever räknas bl.a. den svenskättade pianisten och kompositören Ingeborg Bronsart von Schellendorf.